# Laurianne Rossi
Pour les articles homonymes, voir Rossi.
Laurianne Rossi, née le 18 mai 1984 à Toulon (Var), est une femme politique française.
D'abord militante du Parti socialiste, elle rejoint en 2016 « En marche », devenu La République en marche (LREM), dont elle devient la référente dans les Hauts-de-Seine.
Élue députée dans la 11e circonscription des Hauts-de-Seine (Montrouge, Bagneux, Malakoff) lors des élections législatives de 2017, elle est questeure de l'Assemblée nationale de 2017 à 2022, membre de la commission du Développement durable et de l'Aménagement du territoire et de la délégation aux collectivités territoriales et à la décentralisation.
Elle est battue lors des élections législatives de 2022 et lors des élections législatives de 2024, en juillet puis en février.
Depuis juillet 2020, elle est conseillère municipale de Montrouge et conseillère territoriale de l'établissement public territorial Vallée Sud Grand Paris.
En février 2023, elle est élue présidente de la fédération Renaissance des Hauts-de-Seine.
En mars 2024, elle est nommée cheffe du pôle parlementaire au sein du cabinet du Premier ministre Gabriel Attal, fonctions auxquelles il est mis fin trois mois plus tard.

## Famille et études
Petite-fille d’immigrés italiens et issue d'un milieu modeste, Laurianne Rossi grandit à La Garde, près de Toulon dans le Var, auprès d'un père policier municipal et d'une mère secrétaire à l'arsenal de Toulon[réf. nécessaire].
Étudiante de l'Institut d'études politiques d'Aix-en-Provence et de l’université Paris 1 Panthéon-Sorbonne, elle sort diplômée de science politique et droit public,.

## Parcours professionnel
Laurianne Rossi commence sa carrière en 2007 au Sénat, comme collaboratrice parlementaire auprès du sénateur Yves Krattinger (Haute-Saône, PS), expert des questions de transport et d'aménagement du territoire,.
En 2009, elle rejoint le cabinet du directeur général de Paris Habitat, au sein duquel elle est chargée des relations de l’établissement avec les collectivités franciliennes, les services de l’État et les locataires, ainsi que de la création du médiateur de Paris Habitat.
De 2012 à 2015, elle est directrice du développement et de la communication de l’Institut des Infrastructures pour la Mobilité (IDRRIM), né du Grenelle de l’environnement, et contribue à l’essor de ce forum consacré à la mobilité,,.
Elle est un temps déléguée générale adjointe du Forum pour la gestion des villes.
En novembre 2016, elle rejoint la direction « Accès au réseau » de SNCF Réseau, où elle exerce jusqu'à la date de son élection le 18 juin 2017,.
Evoquée pour prendre la tête de l'Ademe, elle réintègre la SNCF à l'issue de son mandat parlementaire comme conseillère spéciale auprès de la présidence du groupe, qu'elle accompagne dans ses projets liés aux énergies renouvelables.
En mars 2024, elle est nommée pour trois mois au sein du cabinet du Premier ministre Gabriel Attal comme cheffe du pôle parlementaire.

## Premiers engagements politiques
Militante du Parti socialiste à Boulogne-Billancourt de 2007 à 2011, proche du courant Socialisme et démocratie porté par Dominique Strauss-Kahn et Pierre Moscovici, Laurianne Rossi quitte le parti, « lassée des combats de personnes et de l'absence de débat d'idées »,. Elle est membre et rapporteure du conseil économique et social de la ville de Boulogne-Billancourt de 2007 à 2014.
Engagée très tôt aux côtés d’Emmanuel Macron, elle adhère à En Marche ! en avril 2016, et se voit nommée en septembre 2016, à titre bénévole, référente départementale du mouvement pour le département des Hauts-de-Seine,. Elle cesse cette fonction juste après son élection au mandat de députée des Hauts-de-Seine, en juin 2017.

## Mandat parlementaire

### Élection et fonctions à l'Assemblée nationale
Investie par La République en marche ! pour les élections législatives de 2017 dans la 11e circonscription des Hauts-de-Seine (Bagneux, Malakoff, Montrouge), elle arrive en tête au premier tour avec 38,43 % des voix, puis remporte le second tour de l'élection avec 52,33 % des suffrages exprimés face à la candidate PC-France Insoumise, Yasmine Boudjenah.
Elle intègre la Commission du développement durable et de l'aménagement du territoire et la Délégation aux collectivités territoriales et à la décentralisation de l'Assemblée nationale.
Elle est également élue questeure de l'Assemblée nationale en 2017, siégeant au sein du bureau de l'Assemblée nationale. À ce titre, elle est chargée de préparer, d’exécuter et de contrôler le budget de l’Assemblée nationale, qui s’élève à 550 millions d’euros, avec les deux autres questeurs, Florian Bachelier (LREM) et Éric Ciotti (LR). Elle est réélue à ce poste en juillet 2019, à l'occasion de la remise en jeu des postes au sein de la majorité. Selon La Lettre A, à mi-mandat, elle « s'appuie sur de solides réseaux dans la commission du Développement durable et n'hésite pas à remobiliser ses amitiés socialistes au sein de plusieurs think-tanks », mais affronte « des turbulences internes à la questure ».
Candidate à sa réélection en 2022, elle est battue au second tour par le candidat LFI-NUPES Aurélien Saintoul. Elle est à nouveau candidate aux élections législatives de 2024 à la suite de la dissolution, mais perd cette fois avec un écart plus grand encore, le siège de député étant cette fois-ci pourvu par Aurélien Saintoul dès le premier tour.
La même année, elle est candidate du parti présidentiel aux élections législatives partielles de 2025 dans la neuvième circonscription des Hauts-de-Seine, mais ne se qualifie pas pour le 2nd tour, se plaçant seulement quatrième au premier tour derrière LR, Horizons et le NFP.

### Activité législative
Elle est cheffe de file du groupe LREM en 2018 pour la réforme ferroviaire.
En 2017 et 2018, elle est rapporteure pour avis de la première partie des budgets au nom de la Commission du développement durable et de l'aménagement du territoire.
À ce titre, dans le cadre de l'examen du projet de loi de finances pour 2019, elle défend notamment un amendement qui vise à supprimer une niche fiscale bénéficiant à l'huile de palme : celui-ci est adopté par la commission des Finances, puis rejeté par l'Assemblée nationale, la majorité suivant l’avis du ministre des Comptes publics Gérald Darmanin. Elle justifie son amendement par le fait que « l'extension des plantations de palmiers à huile constitue une cause majeure de déforestation, et de dégradation des écosystèmes, dans les pays du Sud »,.
En 2018, dans le cadre des débats sur la loi ÉLAN, son amendement visant à instaurer un taux maximal de logement social est rejeté par l'Assemblée,. Avec d'autres députés, elle défend également la réduction du délai de réexamen des dossiers à deux ans au nom du « besoin d'une plus grande mobilité au sein du parc social ».
En 2018, en collaboration étroite avec Cantine sans plastique, association nationale créée à Montrouge, elle dépose un amendement à la loi Egalim interdisant les contenants alimentaires de service et de cuisson en plastique dans toute la restauration scolaire d'ici 2025 en raison de la nocivité des perturbateurs endocriniens qu'ils contiennent, amendement auquel l'exécutif est d'abord hostile et qui est rejeté en première lecture à l'Assemblée avant d'être voté en seconde lecture,.
Parallèlement, elle est nommée, avec Claire Pitollat, co-rapporteure de la mission d'information parlementaire sur les perturbateurs endocriniens présents dans les contenants alimentaires, cosmétiques et pharmaceutiques en plastique. Dans leur rapport rendu en décembre 2019, toutes deux proposent notamment d'interdire les contenants alimentaires de cuisson, de réchauffe et de service en matière plastique destinés aux nourrissons et enfants en bas âge, et de « tendre » vers « l'exclusion de tout matériau » de contact alimentaire ou cosmétique « en matière plastique contenant des perturbateurs endocriniens présumés ou avérés »,. Elle prolonge ces travaux dans le cadre de la commission d'enquête parlementaire sur l'évaluation des politiques de santé environnementale qui rend son rapport en décembre 2020.
En 2019, dans le cadre de l'examen du projet de loi d'orientation des mobilités, elle dépose plusieurs amendements afin de mieux réguler l'utilisation des « engins de déplacements personnels » (EDP), dont font partie les trottinettes électriques. Elle défend également, sans succès, l’abaissement de la TVA à 5,5 % sur les billets de train, mesure ensuite proposée par la Convention citoyenne pour le climat. En 2020, elle se dit défavorable à la réduction de la limite de vitesse sur autoroute à 110 km/h, proposition retenue par la Convention citoyenne.
En octobre 2020, dans le cadre du plan de relance, elle est co-rapporteure d'une mission d'information sur la conditionnalité des aides publiques aux entreprises,,.

### Positionnement et fonctions au sein de la majorité
En septembre 2018, après la nomination de François de Rugy au gouvernement, elle soutient la candidature de Barbara Pompili à la présidence de l'Assemblée nationale.
Sur le sujet de la laïcité, elle apparaît comme une membre du « courant républicain » au sein de la majorité.
En février 2019, elle est nommée par Stanislas Guerini, délégué général de La République en marche, responsable des relations du mouvement avec les groupes parlementaires LaREM de l'Assemblée nationale et du Sénat[réf. nécessaire].
En octobre 2019, elle signe dans Libération, avec le sénateur RDPI André Gattolin, un appel à ce que la France s'engage contre le prélèvement forcé d'organes dans le monde, et notamment en Chine.

## Synthèse des résultats électoraux

### Élections législatives
| Année | Parti et coalition | Parti et coalition    | Circonscription        | 1er tour | 1er tour | 1er tour | 2d tour | 2d tour | 2d tour | Issue |
| Année | Parti et coalition | Parti et coalition    | Circonscription        | Voix     | %        | Rang     | Voix    | %       | Rang    | Issue |
| ----- | ------------------ | --------------------- | ---------------------- | -------- | -------- | -------- | ------- | ------- | ------- | ----- |
| 2017  |                    | LREM                  | 11e des Hauts-de-Seine | 13 895   | 38,43    | 1re      | 16 287  | 52,33   | 1re     | Élue  |
| 2022  | ENS                | 13 132                | 11e des Hauts-de-Seine | 36,11    | 2e       | 16 181   | 45,24   | 2e      | Battue  |       |
| 2024  | RE                 | 15 036                | 11e des Hauts-de-Seine | 30,12    | 2e       |          |         |         | Battue  |       |
| 2025  | RE                 | 9e des Hauts-de-Seine | 2 645                  | 13,63    | 4e       |          |         |         | Battue  |       |

## Autres fonctions
Laurianne Rossi est également présidente du Conseil national du bruit, et vice-présidente de l’Observatoire de l'éthique publique, depuis 2018.
Elle est administratrice de l'association Avenir-Transports depuis octobre 2020.
En juin 2020, elle est élue conseillère municipale de Montrouge sur la liste conduite par le maire sortant Étienne Lengereau (UDI), et conseillère de l'établissement public territorial Vallée Sud Grand Paris,. Sa liste avait le soutien de LREM, alors que Laurianne Rossi s'opposait au choix de Juliette Méadel (Parti socialiste) comme tête de liste.
Laurianne Rossi est élue à la tête de la section des Hauts-de-Seine de Renaissance en février 2023.
Le 1er mars 2024, elle devient conseillère parlementaire (cheffe de pôle) auprès de Gabriel Attal, pour seulement trois mois.

## Divers
Le 30 juillet 2017, alors qu'elle distribuait des tracts et échangeait avec des habitants sur le marché de Bagneux, elle est frappée par un homme qui prend la fuite. Ancien délégué CGT et ancien militant PCF, il est condamné le lendemain à six mois de prison dont un ferme et cinq avec sursis.